# Kazimierz Biskupi (gemeente)
De gemeente Kazimierz Biskupi is een landgemeente in het Poolse woiwodschap Groot-Polen, in powiat Koniński.
De zetel van de gemeente is in Kazimierz Biskupi.
Op 30 juni 2004 telde de gemeente 10 272 inwoners.

## Oppervlakte gegevens
In 2002 bedroeg de totale oppervlakte van gemeente Kazimierz Biskupi 107,96 km², waarvan:
- agrarisch gebied: 43%
- bossen: 26%

De gemeente beslaat 6,84% van de totale oppervlakte van de powiat.

## Demografie
Stand op 30 juni 2004:
| Omschrijving                   | Totaal | Totaal | Vrouwen | Vrouwen | Mannen | Mannen |
| ------------------------------ | ------ | ------ | ------- | ------- | ------ | ------ |
| eenheid                        | aantal | %      | aantal  | %       | aantal | %      |
| inwoners                       | 10 272 | 100    | 5150    | 50,1    | 5122   | 49,9   |
| bevolkingsdichtheid (inw./km²) | 95,1   | 95,1   | 47,7    | 47,7    | 47,4   | 47,4   |

In 2002 bedroeg het gemiddelde inkomen per inwoner 2155,31 zł.

## Administratieve plaatsen (sołectwo)
Anielewo, Bochlewo, Cząstków, Daninów, Dobrosołowo, Jóźwin, Kamienica, Kazimierz Biskupi, Komorowo, Kozarzew, Kozarzewek, Nieświastów, Posada, Sokółki, Tokarki, Wieruszew, Włodzimirów, Wola Łaszczowa.

## Overige plaatsen
Bielawy, Bieniszew, Bochlewo Drugie, Borowe, Dębówka, Dobrosołowo Drugie, Dobrosołowo Trzecie, Kamienica-Majątek, Komorowo-Kolonia, Ludwików, Marantów, Mokra, Olesin, Olszowe, Radwaniec, Smuczyn, Stefanowo, Tokarki Pierwsze, Tokarki Drugie, Warznia, Wierzchy, Wygoda.

## Aangrenzende gemeenten
Golina, Kleczew, Konin, Ostrowite, Słupca, Ślesin
- Library of Congress Control Number: n2004026407
- Nationale Bibliotheek van Israël: 987007463771905171
- Virtual International Authority File: 156490368
- WorldCat: E39PBJvMwj9hxy4QPQtpYQHQv3